# 張國義
張國義（1967年10月—），河南省潢川县人，現任中華人民共和國安徽省铜陵市政府副市长，前中國國務院港澳辦新聞處處長。由於長期負責香港媒體工作，加上他在1997年10月至1999年3月曾派駐在新华社香港分社工作，所以廣為港澳地區跑中國新聞的記者認識；而亦可能因為這個緣故，現時他在铜陵市的工作亦與之相關。
1994年7月北京大学中文系毕业，具硕士研究生学历。之後考入国务院港澳办，在港澳辦历任主任科员、副处长、处长，2012年1月任副巡视员。
2012年4月，張國義調任铜陵市政府副市长，主要工作有二：
1. 协助常务副市长倪玉平分管重点项目；
2. 协助邹河副市长分管外事、侨务、港澳、招商、新闻等方面的工作。